# Alberto Maura
Alberto Maura Castilla, más conocido como  Maura (nacido el 7 de abril de 1998 en Palma de Mallorca) es un jugador de baloncesto español que milita en el Club Ourense Baloncesto de la Liga LEB Oro . Con 1.98 de estatura, su puesto natural en la cancha es el de alero.

## Trayectoria deportiva
Comenzó jugando al baloncesto en las filas de La Salle Palma.
Maura llegaría a la cantera del CB Estudiantes en categoría juvenil, donde formaría parte del equipo filial disputado tres campañas en liga EBA con el filial de Movistar Estudiantes. Más tarde, ayudaría en los entrenamientos del primer equipo de Liga ACB, pero no llegó a debutar con el primer equipo en ACB, pese a que sus actuaciones en el filial de EBA lo habían llevado a destacar antes de la lesión. Fue internacional sub-16 y estuvo trabajando con la selección española sub-18.
En la temporada 2016-17, en la liga EBA con el filial de Movistar Estudiantes tuvo rotura del ligamento cruzado que le mantuvo alejado durante meses de las canchas, hasta la fecha el alero promediaba 7.9 puntos y 6.9 rebotes en 28 minutos de juego por partido.
En verano de 2017, llegaría al Club Ourense Baloncesto de la Liga LEB Oro para reforzar al equipo gallego en los entrenamientos después de su lesión, pero se acabaría ganando un contrato para la temporada 2017-18.

## Clubes
- Categorías inferiores del La Salle Palma.
- Movistar Estudiantes (2014-2017)
- Club Ourense Baloncesto (2017-Actualidad)

## Internacionalidad
- 2014. España. Europeo Sub-16, en Riga (Letonia). Bronce

## Palmarés
- 2014. España. Europeo Sub-16, en Riga (Letonia). Bronce